# 王其江
王其江（1954年10月—），男，汉族，河北黄骅人，中华人民共和国政治人物，二级大检察官，高级政工师。

## 生平
1975年1月加入中国共产党。1976年1月参加工作，历任中共黄骅县羊三木公社、中共官庄公社党委副书记、革委会主任，滕庄子公社农经管理员。1982年4月至1984年1月，历任中共黄骅县毕孟公社党委副书记、书记。1984年1月至1984年9月，担任中共黄骅县委常委、农村经济指导部部长。1984年9月至1986年1月，在中央农业管理干部学院北京农业大学分院学习。1986年1月至1989年6月，担任中共黄骅县委副书记。
1989年6月至1989年12月，担任中共海兴县委副书记、县长。1989年12月至1992年12月，担任中共海兴县委书记。1992年12月至1993年6月，担任中共沧州地委委员、中共海兴县委书记。1993年6月至1995年1月，担任中共海兴县委书记（副厅级）。其间，1993年9月至1994年7月，在中共中央党校中青年干部培训班学习。1995年1月至1996年3月，担任中共沧州市委常委、中共海兴县委书记。1993年9月至1996年1月，在中共中央党校研究生部在职研究生班民商法专业学习，获得中共中央党校在职研究生学历。
1996年3月至1998年2月，担任河北省人民检察院党组成员、河北省反贪污贿赂工作局局长。1998年2月至2000年3月，担任河北石油集团有限责任公司董事长、党委书记。2000年3月至4月，担任中国石化集团公司河北分公司总经理、党委书记。2000年4月至2003年4月，担任河北省人民检察院副检察长、党组成员。2003年4月至2006年2月，担任河北省人民检察院副检察长、党组副书记（正厅级）。2006年2月至2006年11月，担任河北省人民检察院检察长、党组书记，中共河北省委政法委委员。2006年11月至2007年12月，担任中共河北省委常委、中共河北省委政法委书记、河北省人民检察院检察长、党组书记。2008年1月至6月，担任中共河北省委常委、中共河北省委政法委书记。
2008年6月至2015年12月，担任中共中央政法委副秘书长。
2013年，被选为第十二届全国人大代表，成为河北团成员。2013年3月，当选为第十二届全国人大常委会委员、全国人大内务司法委员会委员。